# Dobranitz

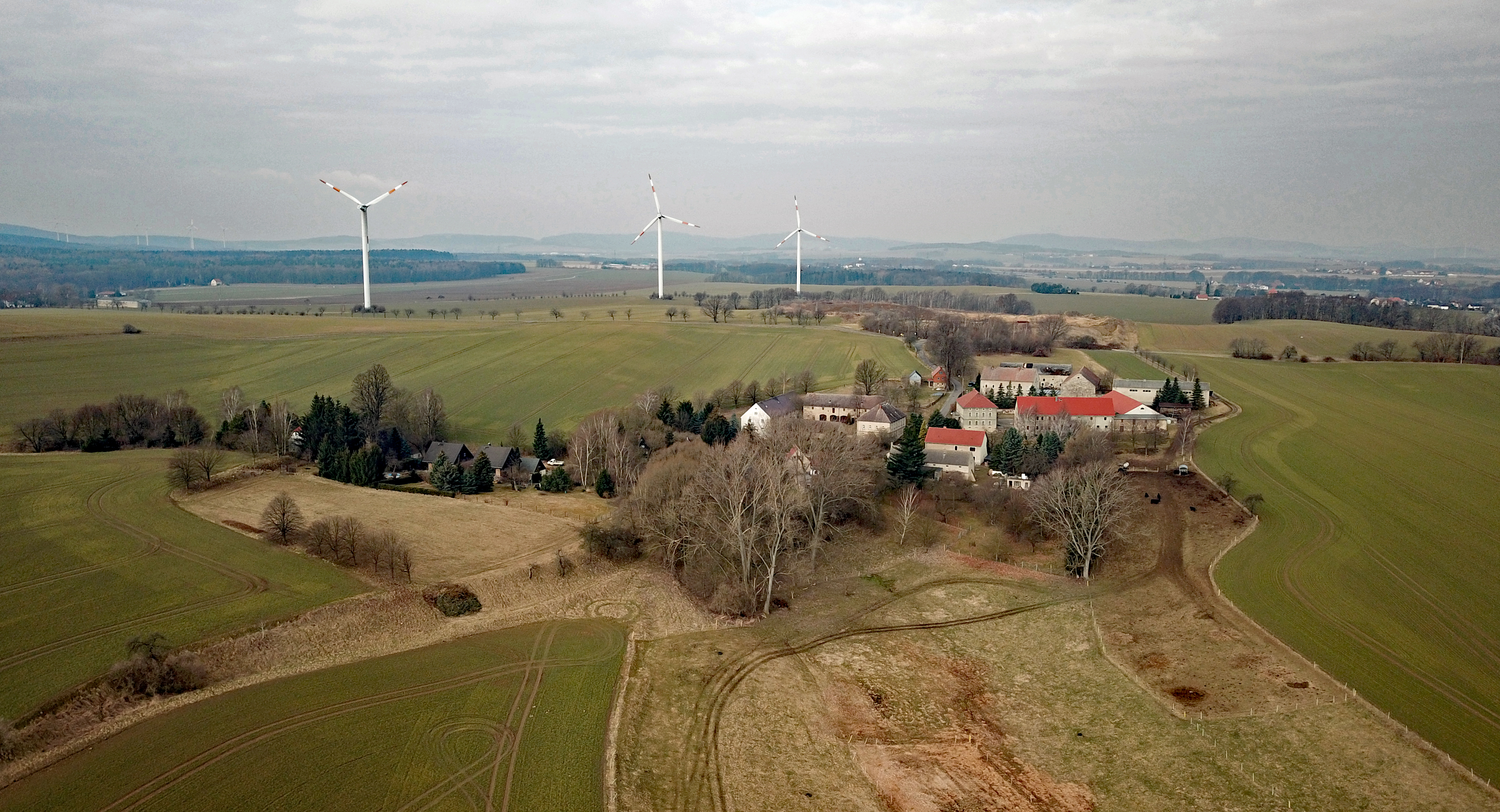
Dobranitz aus der Luft (Blick Richtung Westen)

Dobranitz, sorbisch Dobranecyⓘ, ist ein Dorf im Zentrum des Landkreises Bautzen in Ostsachsen und gehört seit 1994 zur Gemeinde Göda. Es zählt zum offiziellen sorbischen Siedlungsgebiet in der Oberlausitz.

## Geografie
Das lockere Gassendorf Dobranitz befindet sich etwa 13 Kilometer westlich der Großen Kreisstadt Bautzen und fünf Kilometer nordwestlich des Gemeindezentrums Göda am Nordosthang von Sandberg (auch Dobranitzer Berg (250 m ü. NHN)) und Großhänchener Berg (261 m ü. NHN). Das Gelände fällt vom Dorf aus in östlicher Richtung zum Schwarzwasser hin ab. Auf dem Hügelrücken im Westen befinden sich neben einer Sandgrube auch vier Windkraftanlagen.
Die Nachbarorte sind Coblenz im Osten, Nedaschütz im Südosten, Großhänchen im Südwesten und Pannewitz im Nordwesten.

## Geschichte
Dobranitz wurde erstmals bereits 1222 als Dobranewicz erwähnt – fünf Jahre später erneut als Herrensitz eines Harthungus. Der Ort gehörte damals zum Burgward Göda, der im Jahre 1006 dem Bistum Meißen als Schenkung zugekommen war, und damit nicht zur eigentlichen Oberlausitz. Deren Grenze verlief jedoch direkt nordwestlich von Dobranitz. Die Gegend war jedoch bereits lange zuvor bewohnt, wie die Überreste der Coblenzer Schanze, eines großen slawischen Burgwalls östlich des Ortes, sowie jene der deutlich kleineren Dobranitzer Schanze im Südosten zeigen. Beide werden auf das Früh- oder Hochmittelalter datiert. Noch bis ins 19. Jahrhundert hinein befanden sich nahe dem Ort außerdem mehrere Hügelgräber, die allerdings dem Straßenbau geopfert wurden.
Als die Territorien des Bistums 1559 säkularisiert wurden und zum Kurfürstentum Sachsen kamen, wurde die Grenze zur sächsisch-böhmischen Staatsgrenze. 1635 kam die Oberlausitz ebenfalls zu Sachsen und die Grenze entfiel. Dobranitz blieb, wie zuvor, ein Amtsdorf des Amtes Stolpen, mit Coblenz und Cannewitz zugehörig zur oboedientia slavonica (Slawische Obödienz), wobei ein Anteil dem Rittergut Dahren unterstand. Es mussten also direkte Abgaben an die Prokuratur in Stolpen entrichtet werden. Eine weitere Verpflichtung betraf Getreidelieferungen an den Pfarrer von Wilschdorf bei Stolpen.
Bis 1936 war Dobranitz eine eigenständige Landgemeinde; dann wurde es ins benachbarte Coblenz eingemeindet. 1994 wurden die Gemeinden Coblenz, Prischwitz und Göda zur neuen Gemeinde Göda vereinigt.

### Ortsname
Der deutsche Ortsname ist eine Übernahme der sorbischen Bezeichnung. Diese leitet sich von dobry, „gut“, ab und bezieht sich entweder auf die geografische Lage oder auf einen Personennamen aus der Besiedlungszeit.

## Bevölkerung
In den letzten beiden Jahrhunderten schwankte die Einwohnerzahl von Dobranitz immer etwa zwischen 50 und 70. Erst nach 1990 setzte ein starker Bevölkerungsrückgang ein. Die Bevölkerung ist seit der Reformation überwiegend evangelisch-lutherisch und nach Göda gepfarrt.
Für seine Statistik über die sorbische Bevölkerung der Lausitz ermittelte Arnošt Muka in den 1880er Jahren eine Bevölkerungszahl von 73 Einwohnern. Davon waren ausnahmslos alle Sorben. Dobranitz lag damals am Südwestrand des geschlossenen Siedlungsgebietes. 1956 zählte Ernst Tschernik in der Gemeinde Coblenz, zu der Dobranitz mittlerweile gehörte, einen sorbischsprachigen Bevölkerungsanteil von nur noch 35,2 %. Seitdem ist die Germanisierung vorangeschritten und der Anteil der sorbischsprachigen Bevölkerung weiter zurückgegangen.